# Puigcerdà
Puigcerdà is een gemeente in de Spaanse provincie Girona in de autonome regio Catalonië met een oppervlakte van 19 km². Puigcerdà telt 8.810 inwoners (1 januari 2016). Het is de hoofdstad van de comarca Baixa Cerdanya.

## Demografische ontwikkeling
Bron: INE, 1857-2011: volkstellingen
Opm.: In 1857 werden de gemeenten Rigolisa en Ventajola aangehecht; in 1970 werd Vilallovent aangehecht

## Geboren in Puigcerdà
- Pere Borrell del Caso (1835-1910), schilder en illustrator
- José Antonio Hermida (1978), mountainbiker